# Скинешори
Скинешо́ри — село в Україні, в Затишанській селищній громаді Роздільнянського району Одеської області. Населення становить 164 осіб.
До 17 липня 2020 року було підпорядковане Захарівському району, який був ліквідований.

## Історія
Сучасна назва села, непоширеним буковинським діалектом румунської (зустрічається, зокрема в Глибоцькому районі, Чернівецької області), означає — Будячки. Що є дуже доречним, адже це завжди була розповсюджена рослинність у цій місцині.
Впродовж свого існування село певним чином пересунулось дещо далі від Затишшя. Після будівництва залізниці, двори що були найближчими до станції було розібрано. Натомість збудовано нові за селом.

## Населення
Згідно з переписом 1989 року населення села становило 188 осіб, з яких 78 чоловіків та 110 жінок.
За переписом населення 2001 року в селі мешкали 164 особи.

### Мова
Розподіл населення за рідною мовою за даними перепису 2001 року:
| Мова       | Відсоток |
| ---------- | -------- |
| українська | 96,34 %  |
| російська  | 3,05 %   |
| молдовська | 0,61 %   |